# Den russisk-svenske krig (1788-1790)
 For alternative betydninger, se Den russisk-svenske krig. (Se også artikler, som begynder med Den russisk-svenske krig)
Den russisk-svenske krig, også kendt som Gustav 3.s russiske krig i Sverige og som Katarina 2.s svenske krig i Rusland, blev udkæmpet mellem Sverige og Rusland fra juni 1788 til august 1790. Krigen endte uden grænsejusteringer eller med nogen klar sejrherre (Status quo ante bellum).

## Baggrund
Konflikten blev indledt af Gustav 3. af Sverige; sandsynligvis af indenrigspolitiske årsager, eftersom han antog, at en kort krig ville tvinge oppositionen til at støtte ham. Selv om han havde opnået magt som enehersker og afskaffet parlamentarismen ved statskuppet i 1772, havde han alligevel ikke politisk myndighed til at indlede krige.
Krigen kan også have været forårsaget af ønsket om at tilbageerobre områder, som blev afståede til Peter den Store, og den igangsattes, mens Rusland var optaget af den russisk-tyrkiske krig 1787–1792 på sydflanken
Vestmagterne (Storbritannien, Forenede Nederlande og Preussen) var ængstelige efter en række russiske sejre i den russisk-tyrkiske krig 1787–1792 og arbejdede for krigen i nord således, at Katharina 2. af Ruslands og den russiske opmærksomhed blev afledt fra krigen i syd. Dette var baggrunden for, at Gustav indgik en alliance med Det osmanniske rige i sommeren 1788.
Samtidig fik chefskrædderen ved Stockholmsoperaen bestilling på en række russiske militæruniformer, og disse blev senere anvendte ved skudvekslingen ved Puumala, en svensk udpost ved grænsen til Rusland, den 27. juni 1788. Dette arrangerede angreb skabte opstandelse i Stockholm og overbeviste den svenske rigsdag om at give kongen tilladelse til en krig mod Rusland.

## Krigen
Svenskerne planlagde oprindelig et marineanslag mod Sankt Petersborg. En svensk hær skulle gå gennem Finland, en anden hær, ledsaget af den svenske kystflåde, skulle rykke frem langs den finske kyst og ind i Finske Bugt, mens en tredje hær skulle sejle med den svenske marine og gå i land ved Oranienbaum for at rykke frem mod Sankt Petersborg.
Den russiske flåde, ledet af Samuel Greig, mødte den svenske flåde uden for øen Hogland i Finske Bugt den 17. juli 1788 i slaget ved Hogland. Slaget fik ingen afgørende udgang, men russerne forhindrede en svensk landgang. Efter som krigen var meget upopulær i Sverige, og de finske officerer var oprørske, udløste nyhederne om nederlaget ved Hogland et oprør blandt en kreds af de adelige hærofficerere, kendt som Anjalaforbundet.

### Danmark-Norge går ind i krigen
Det svenske angreb mod Rusland fik Danmark-Norge til at erklære krig mod Sverige i august i overensstemmelse med landets traktatsforpligtelser over for Rusland. En norsk hærafdeling rykkede snart ind i Sverige og vandt et slag ved Kvistrum Bro før en fredsaftale blev indgået den 9. juli 1789 efter diplomatisk pres fra Storbritannien og Preussen. Efter pres fra disse erklærede Danmark-Norge sig derefter neutral i forhold til konflikten mellem Sverige og Rusland.
Til søs mødtes de to flåder igen i slaget ved Öland den 25. juli 1789. Heller ikke dette slag endte med nogen klar vinder. En måned senere, den 24. august, slog den russiske viceadmiral Nassau-Siegen den svenske kystflåde i det afgørende slag i Svensksund, også kaldet det første slag ved Svensksund.